# Saulėtekio-Gymnasium Šiauliai
Das Saulėtekio-Gymnasium Šiauliai (lit. Šiaulių Saulėtekio gimnazija) ist ein kommunales allgemeinbildendes Gymnasium in der litauischen Stadt Šiauliai. An der Abteilung für die Erwachsenenbildung lernen nicht nur Erwachsene, sondern auch junge Ausländer und im Ausland ansässige Litauer (Online-Unterricht) sowie die Insassen der Justizvollzugsanstalt Šiauliai (unter  	Trakų g. 10, LT-76286) im Präsenzunterricht.

## Geschichte
Das Schulgebäude wurde 1978 gebaut und die damals sowjetlitauische Sekundarschule öffnete ihre Türen für 1.025 Schüler und 50 Lehrer. Es gab 31 Klassen und eine Vorschulgruppe (für sechsjährige Kinder). Von 1980 bis 1981 wurde auf Initiative von Jonas Kievišas, Dozent am Pädagogischen Institut Šiauliai, eine Klasse für erweiterte musikalische Ausbildung eingerichtet. Die Richtung war Chorgesang. Chorleiterin wurde Genutė Beleckienė. 1982/83 lernten 124.8 Schüler mit 63 Lehrern in Sowjetlitauen.
Seit dem 1. September 2022 bietet das Gymnasium auch die Präsenz- und Online-Erwachsenenbildung, da die Erwachsenenschule Šiauliai an das Saulėtekio-Gymnasium angeschlossen und nach der Reorganisation aufgelöst wurde. Im September 2022 zählten 95 Schüler in der Erwachsenenbildung und weitere 59 als Insassen des Gefängnisses Šiauliai in der gymnasialen Erwachsenen-Abteilung.